# Dastapur, Gulbarga
Dastapur là một làng thuộc tehsil Gulbarga, huyện Gulbarga, bang Karnataka, Ấn Độ.